# サントラ (曲)
「サントラ」は、Creepy Nutsと菅田将暉による楽曲。2020年7月1日に配信リリースされた。

## 制作
コラボレーションに至るまでの発端は、2019年8月に放送された菅田将暉がパーソナリティーを務める「菅田将暉のオールナイトニッポン」（ニッポン放送）にCreepy Nutsがゲスト出演したことである。この放送でDJ松永が菅田に楽曲提供したいとアピールをし、これを受け菅田は「「今夜はブギー・バック」のような曲に挑戦したい」と返答。番組の中でコラボレーションする事を明言していた。その後、本人同士で打ち合わせを複数回行い、楽曲制作が行われた。
2020年6月22日放送された「菅田将暉のオールナイトニッポン」内で菅田本人からコラボレーション曲が完成したことを発表し、6月23日に放送された「Creepy Nutsのオールナイトニッポン0(ZERO)」の番組内にて、サントラの楽曲の一部がオンエアされた。翌週6月29日放送の「菅田将暉のオールナイトニッポン」ではフルで楽曲が公開された。

## タイトル・楽曲内容
タイトルの「サントラ」は作曲と編曲を行ったDJ松永によって付けられた。歌詞に関してR-指定は菅田との会話をメモした物を基に書いていき、自身の音楽を作る仕事と菅田の俳優という仕事の2つを対比するような歌詞を書いていったという。サビは菅田がメインで歌っているが、サビも菅田が歌うと想定したものをR-指定が作詞した。作曲・編曲をしたDJ松永は"笑わせる仕事"という歌詞に合わせ、iPhoneのボイスメモでレコーディング時に盗聴した菅田の笑い声を入れ込んでいる。
菅田から今夜ブギー・バックのような曲に挑戦したいとの事で制作されたが、これはあくまで構図の話だったという。Creepy Nutsの音源作品にラッパーを含め他のボーカルが参加するのは初めてのことである。菅田とのコラボレーションはチート的な組み合わせだったとR-指定は語っており、要らない色眼鏡で見られることも想定し制作したという。

## ミュージック・ビデオ
サントラ
監督：林響太朗
ニッポン放送のラジオブースで撮影された。
配信後の2020年7月23日、YouTubeで公開された。

## 収録内容
| #         | タイトル     | 作詞      | 作曲・編曲 | 時間 |
| --------- | ------------ | --------- | ---------- | ---- |
| 1.        | 「サントラ」 | R-指定    | DJ松永     | 4:10 |
| 合計時間: | 合計時間:    | 合計時間: | 合計時間:  | 4:10 |

## チャート
オリコンのデイリーデジタルシングル（単曲）ランキング（2020年07月01日付）では1位を獲得している。
| チャート（2020年）                                                                                 | 最高 順位 |
| -------------------------------------------------------------------------------------------------- | --------- |
| オリコン週間 デジタルシングルランキング （オリコン）                                               | 7         |
| Billboard JAPANダウンロード・ソング・チャート“Download Songs”2020年7月13日付（Billboard JAPAN）    | 8         |
| Billboard JAPANストリーミング・ソング・チャート“Streaming Songs”2020年7月13日付（Billboard JAPAN） | 62        |

## テレビ出演
2020年9月4日放送のミュージックステーション（テレビ朝日）にCreepy Nuts × 菅田将暉として出演し、サントラを歌唱した。Creepy Nutsはこの曲でミュージックステーション初出演となった。
| 番組名                   | 日付         | 放送局     | 演奏曲   |
| ------------------------ | ------------ | ---------- | -------- |
| ミュージックステーション | 2020年9月4日 | テレビ朝日 | サントラ |

## タイアップ
サントラ
日本テレビ系『スッキリ』7月テーマソング
AbemaTV『水溜りボンドの青春動画荘』主題歌

## 収録アルバム
| 収録アルバム                          | 楽曲     | 曲順                      |
| ------------------------------------- | -------- | ------------------------- |
| Creepy Nuts／かつて天才だった俺たちへ | サントラ | ライブDVD盤 5 ラジオ盤 10 |